# Мухаммад Тарек
Мухаммад Тарек (араб. محمد طارق‎, нар. 20 квітня 2002) — єгипетський футболіст, захисник клубу «Аль-Масрі».
Виступав за молодіжну збірну Єгипту.

## Клубна кар'єра
Народився 20 квітня 2002 року. Вихованець футбольної школи клубу «Замалек». Дорослу футбольну кар'єру розпочав 2022 року в основній команді того ж клубу, в якій провів два сезони, взявши участь у 18 матчах чемпіонату. 2022 року ставав у його складі чемпіоном Єгипту.
30 січня 2024 року на умовах оренди на півтора року перебрався до «Аль-Масрі».

## Виступи за збірну
З 2023 року залучається до складу молодіжної збірної Єгипту. На молодіжному рівні зіграв у 5 офіційних матчах.
2024 року включений до заявки олімпійської збірної Єгипту для участі у футбольному турнірі на Олімпійських іграх у Парижі.

## Статистика виступів

### Статистика клубних виступів
Станом на 22 липня 2024
| Сезон             | Команда           | Чемпіонат         | Чемпіонат | Чемпіонат | Національний кубок | Національний кубок | Національний кубок | Континентальні кубки | Континентальні кубки | Континентальні кубки | Інші змагання | Інші змагання | Інші змагання | Усього | Усього | Усього |
| Сезон             | Команда           | Ліга              | Ігор      | Голів     | Ліга               | Ігор               | Голів              | Ліга                 | Ігор                 | Голів                | Ліга          | Ігор          | Голів         | Ігор   | Голів  |        |
| ----------------- | ----------------- | ----------------- | --------- | --------- | ------------------ | ------------------ | ------------------ | -------------------- | -------------------- | -------------------- | ------------- | ------------- | ------------- | ------ | ------ | ------ |
| 2021–22           | «Замалек»         | 1Л                | 5         | 0         | КЄ                 | 0                  | 0                  | ЛЧ                   | 0                    | 0                    |               | -             | -             | 5      | 0      |        |
| 2022–23           | «Замалек»         | 1Л                | 8         | 0         | КЄ                 | 1                  | 0                  | ЛЧ                   | 5                    | 0                    | СК            | 0             | 0             | 14     | 0      |        |
| 2023–24           | «Замалек»         | 1Л                | 5         | 0         | КЄ                 | 0                  | 0                  | ККК                  | 2                    | 0                    | КАЧ           | 0             | 0             | 7      | 0      |        |
| 2023–24           | «Аль-Масрі»       | 1Л                | 3         | 0         | КЄ                 | 0                  | 0                  |                      | -                    | -                    |               | -             | -             | 3      | 0      |        |
| Усього за кар'єру | Усього за кар'єру | Усього за кар'єру | 21        | 0         |                    | 1                  | 0                  |                      | 7                    | 0                    |               | 0             | 0             | 29     | 0      |        |

## Титули і досягнення
- Чемпіон Єгипту (1):

«Замалек»: 2021/22